# 李渾 (正德進士)
李渾，字子原，浙江慈溪县人，明朝政治人物、同進士出身。

## 生平
正德五年（1510年）庚午科浙江鄉試舉人，九年（1514年），登甲戌科進士。官至雲南廣西府知府，嘉靖十四年正月以拾遺致仕。